# Wuyishans flygplats

Wuyishans flygplats (engelska: Wuyishan Airport eller Nanping Wuyishan Airport, kinesiska: 武夷山机场, pinyin: Wǔyíshānjīchǎng) (IATA: WUS, ICAO: ZSWY) är Nanpings och Wuyishans flygplats i Fujian, Kina.

## Destinationer och flygbolag
- China Eastern Airlines - Shanghai-Hongqiao
- China Southern Airlines - Changsha, Guangzhou, Xiamen, Zhengzhou
- Shandong Airlines - Peking, Jinan
- Xiamen Airlines - Peking, Fuzhou, Hongkong, Shanghai-Pudong, Xiamen, Xi'an